# 三木市立緑が丘小学校
三木市立緑が丘小学校（みきしりつ みどりがおかしょうがっこう）は、兵庫県三木市緑が丘町西1丁目にある公立小学校。一時はマンモス校化していたが、今はピーク時の1/6以下になっている。現在の児童数は12学級である。

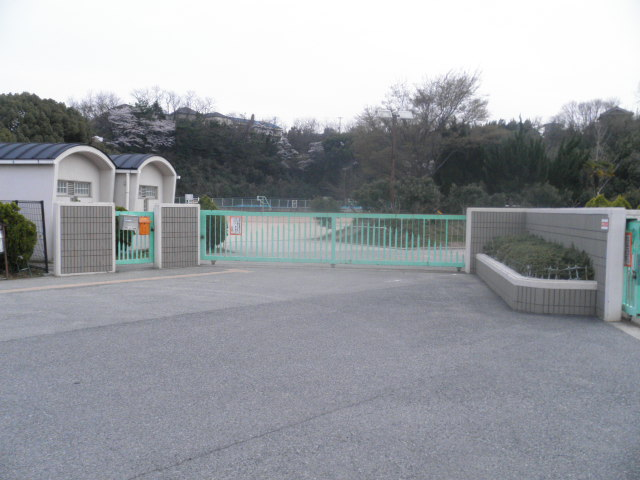
児童用正門

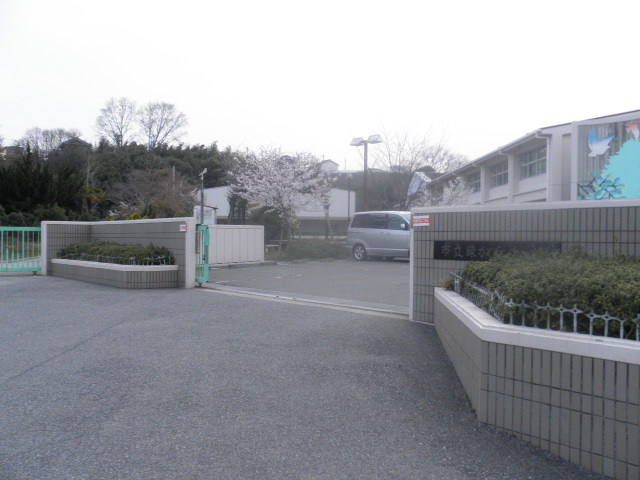
来客・教諭用正門

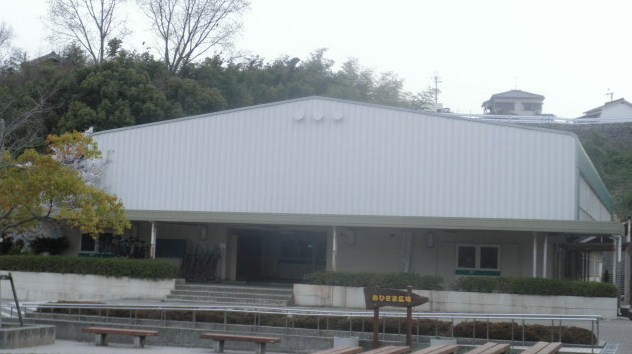
体育館

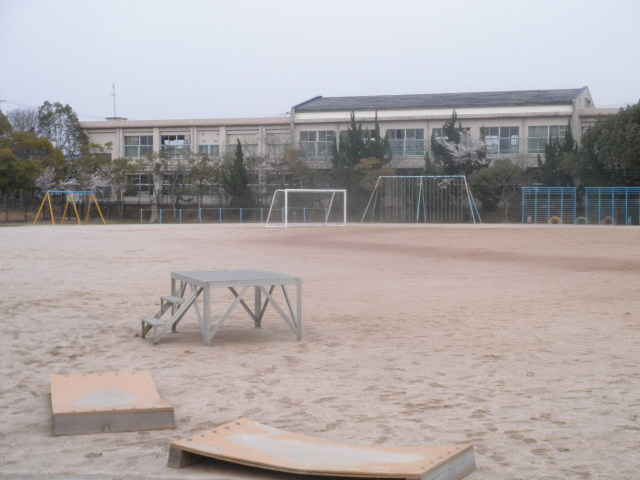
運動場

## 概要
開校当初の児童数は約630名であった。緑が丘町の住宅街は未整備であり、学校の周りには赤土以外何もない場所だったが、近隣住民の協力もあり、植樹がなされた。1974年、児童数は開校からわずか1年で1.7倍の約1100人に増え、5年目には、在籍者数は約1800人になった。その後、少子化や、近隣に三木市立緑が丘東小学校が開校したことの影響によって児童数は急減し、20年も経たないうちに開校当初の児童数を割った。
1995年阪神・淡路大震災で開校以来使用されてきた校舎が被災し、のち解体される。1997年9月にはバリアフリーの整った新校舎・新校門が竣工し、2008年現在、開校当初の面影はほとんどなくなっている。

### 校章
「ミドリ」の3文字を図案化し、校歌にも折り込まれているように、知・徳・体の調和のとれた児童の発達を表している。また、伸び行く若木が地域の未来を意味し、三木を象徴しているデザインである。

### 沿革
- 1973年4月1日 - 開校 児童数634名
- 1974年4月6日 - 児童数が1000名を超える。
- 1975年4月1日 -三木市立自由が丘小学校開校に伴い、校区変更。
- 1979年4月9日 -児童数が開校以来最多の1885名になる。
- 1980年4月1日 -三木市立緑が丘東小学校開校に伴い、お別れ式、および校区変更。
- 1985年4月8日 -児童数が1000名を切る。
- 1987年4月8日 -1990年3月まで文部省道徳教育推進校に指定される。
- 1988年3月22日 - 体育倉庫新設。
- 1992年11月21日 - 創立20周年記念式典施行。
- 1995年1月17日 - 阪神・淡路大震災により建物の一部が被害に遭う。
- 1995年4月1日 - わかば学級新設。
- 1996年6月15日 - 旧校舎解体につきお別れ会施行。
- 1996年6月下旬 - 旧校舎（第1校舎・第2校舎）解体
- 1996年9月11日 - 新校舎起工式
- 1997年7月25日 - 旧校舎（本館）すべて解体

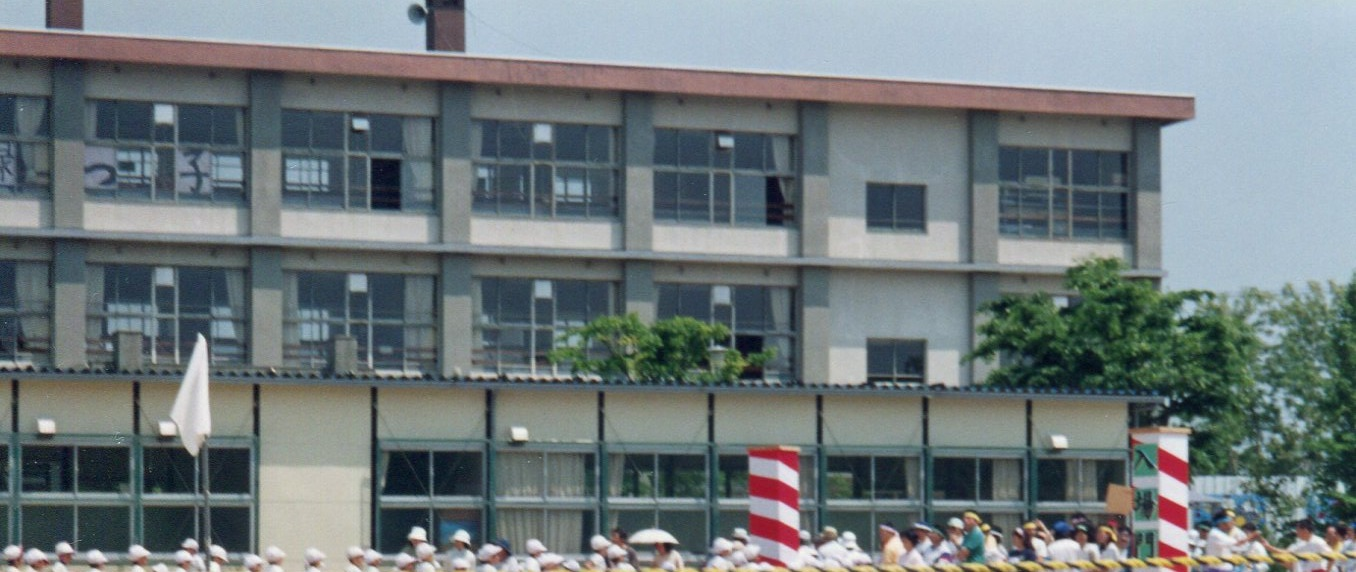
旧校舎 1997年5月10日撮影

- 1997年9月1日 - 新校舎完成

- 旧校舎
1997年5月10日撮影

## 通学区域
| 大字         | 範囲                                    |
| ------------ | --------------------------------------- |
| 緑が丘町西   | 全域                                    |
| 緑が丘町中   | 1丁目 - 2丁目                           |
| 緑が丘町東   | 1丁目                                   |
| 緑が丘町本町 | 全域                                    |
| 志染町広野   | 8丁目                                   |
| 志染町四合谷 | 1番地 - 82番地・614番地の地番の区域以外 |

## 進学先中学校
- 三木市立緑が丘中学校

## 学校生活
- 給食は三木市の給食献立表Bコースに指定されており、月・水・金が米飯、火・木がパンである。
- 校内での携帯電話の持ち込み・使用は禁止されている。しかし、教師に許可を得れば持ち込みが許される
- 自転車置き場があるが、自転車通学は禁止されており、班ごとに集団登校をする。
- シャープペンシルの使用は禁止されている。
- 現金所持・腕時計の着用は禁止されているが、現金は集金の日・教師が許可された日のみ許可されている。

## 行事
- 1年は入学式から10日程過ぎたら給食が始まる。
- 以前はとんど焼き・宿泊体験・スケート教室があったが、廃止されている。
- 5年は知的障害者更生施設兵庫県立三木精愛園の入所者の人たちと陶芸教室をする。
- 5年の秋季遠足と小学6年の春季遠足は京都市・奈良市を交互に行く。
- 修学旅行は広島県広島市の平和記念公園・廿日市市(宮島)に行く。

## クラブ活動
授業の一環で活動する。また、近隣に居住している住民と一緒に行う。

## 周辺

### 周辺の施設
- 神戸電鉄広野ゴルフ場前駅
- 廣野ゴルフ倶楽部
- トーホー緑が丘店
- 生活協同組合コープこうべ三木緑が丘店
- 三木市立緑が丘幼稚園
- りんでん学園幼稚園緑が丘幼稚園
- ときわ病院
- やきとり大吉

### 周辺の道路
- 兵庫県道22号神戸三木線
- 三木市道自由が丘緑が丘線

## 著名な出身者
- 山田ルイ53世-（髭男爵）
- 川野武文-宮崎放送アナウンサー

## アクセス

### 自動車
- 兵庫県道22号神戸三木線広野交差点から約4分
- 兵庫県道22号神戸三木線緑が丘駅交差点から約6分
- 山陽自動車道三木東インターチェンジから約9分
- 国道175号・国道427号老ノ口交差点から約15分
- 兵庫県道83号平野三木線から約8分

### 公共交通機関
- 神戸電鉄粟生線広野ゴルフ場前駅から徒歩約8分
- 神戸電鉄粟生線緑が丘駅から徒歩約13分
- 神姫バス恵比須快速線緑が丘町西1丁目停留所から徒歩約4分
- 神姫バス恵比須快速線緑が丘町中1丁目停留所から徒歩約9分

## 通学区域が隣接している学校
- 三木市立緑が丘東小学校
- 三木市立志染小学校
- 三木市立自由が丘東小学校
- 三木市立広野小学校
- 神戸市立北山小学校
- 神戸市立押部谷小学校